# Гребля (Уманський район)
Гре́бля — село в Україні, у Христинівській міській громаді Уманського району Черкаської області. Розташоване на правому березі Конела (притока Гірського Тікичу) за 24 км на північний схід від міста Христинівка. Населення становить 216 осіб.

## Історія
Станом на 1796 рік с. Цеберманова Гребля має 118 чоловіків і 113 жінок і входить до Уманського повіту.
У Державному архіві Вінницької області є записи про перейменування:
23 жовтня 1945 року с. Цеберманова Гребля Монастирищенського району Вінницької області перейменовано на с. Червона Гребля.
7 червня 1946 року с. Цеберманова Гребля Монастирищенського району Вінницької області перейменовано на с. Гребля і Цеберманово-Гребельську сільську Раду названо Греблянською.
У 1954 році Монастирищенський район відійшов до Черкаської області.

## Галерея

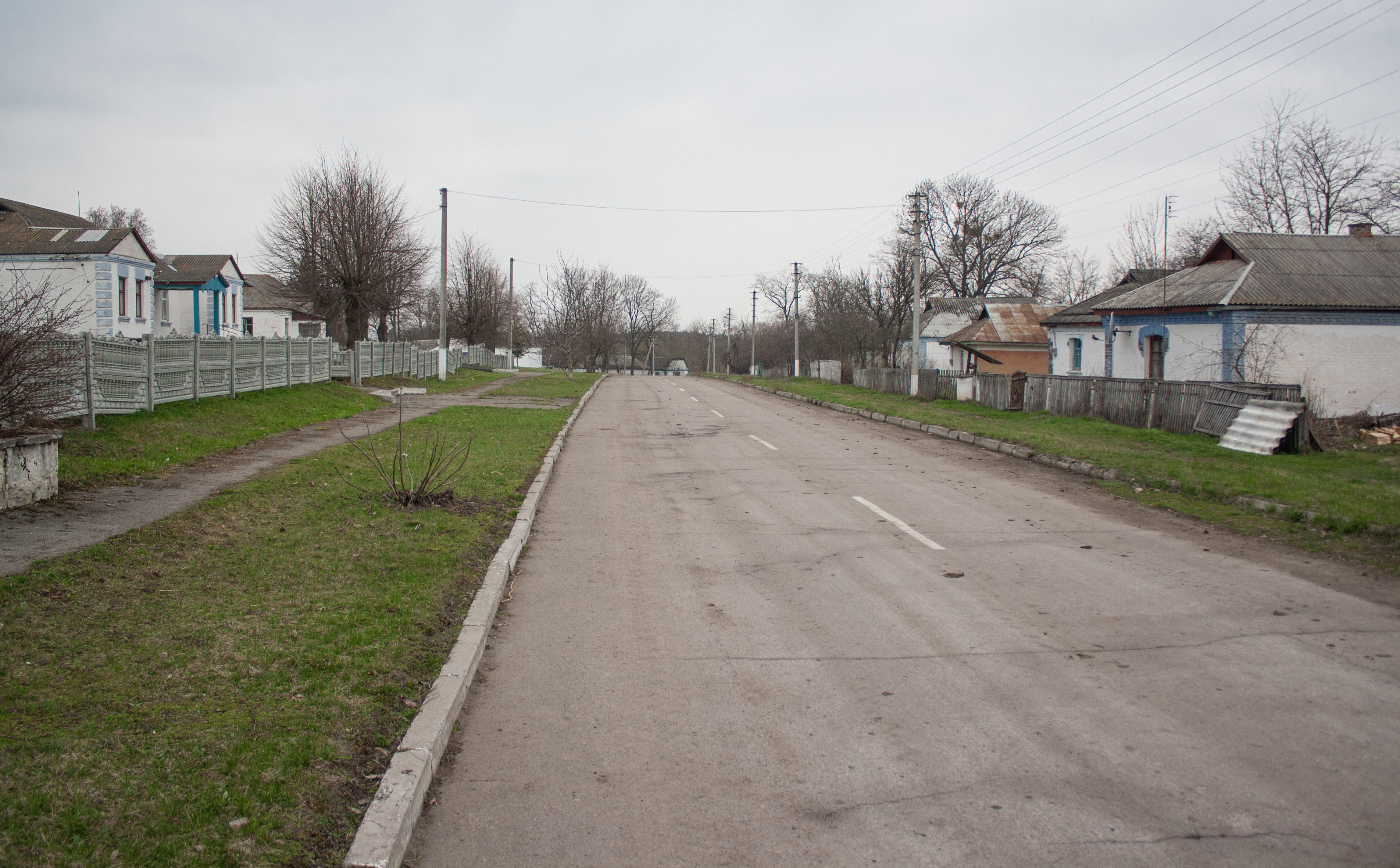
Головна вулиця
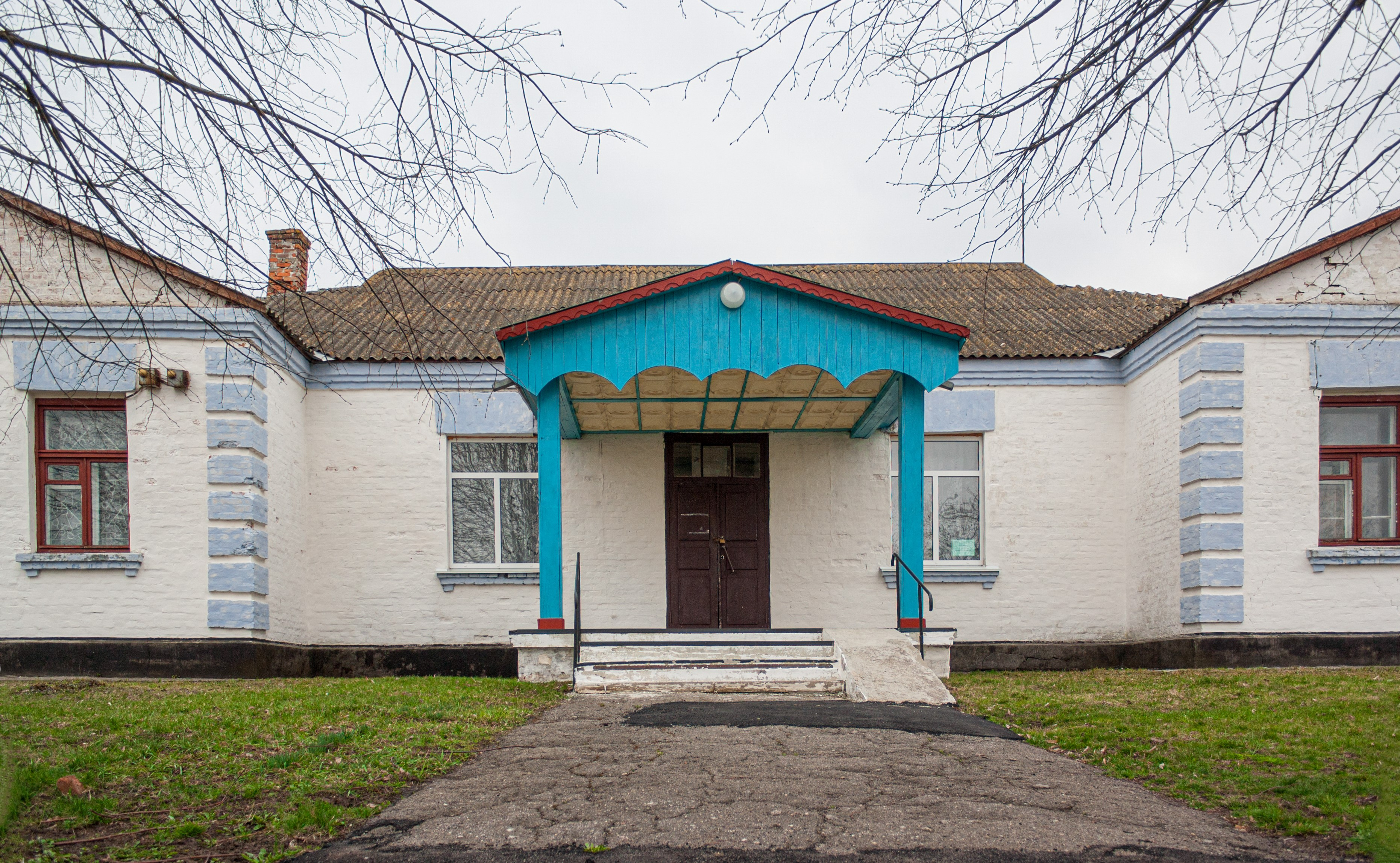
Будинок культури
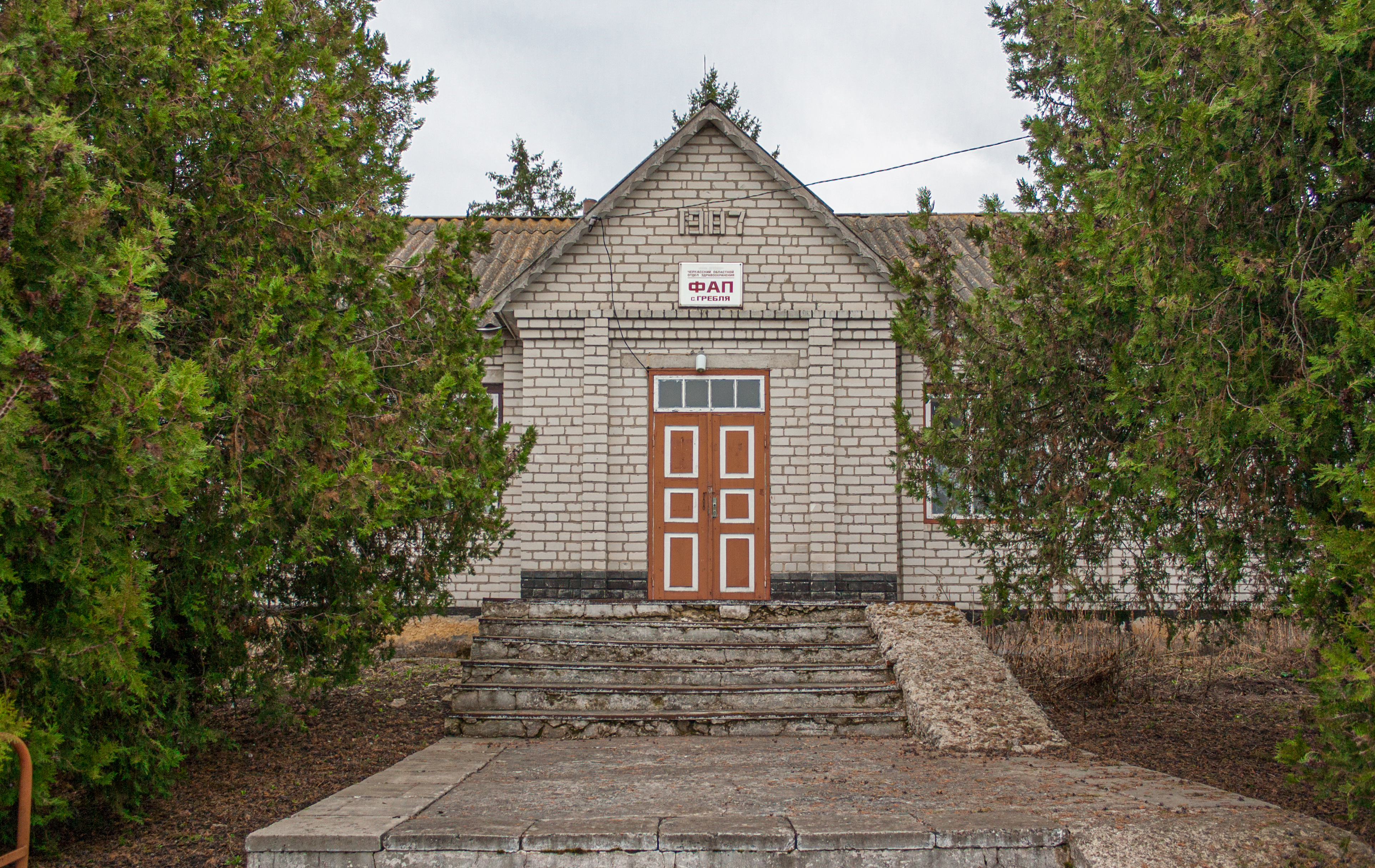
ФАП
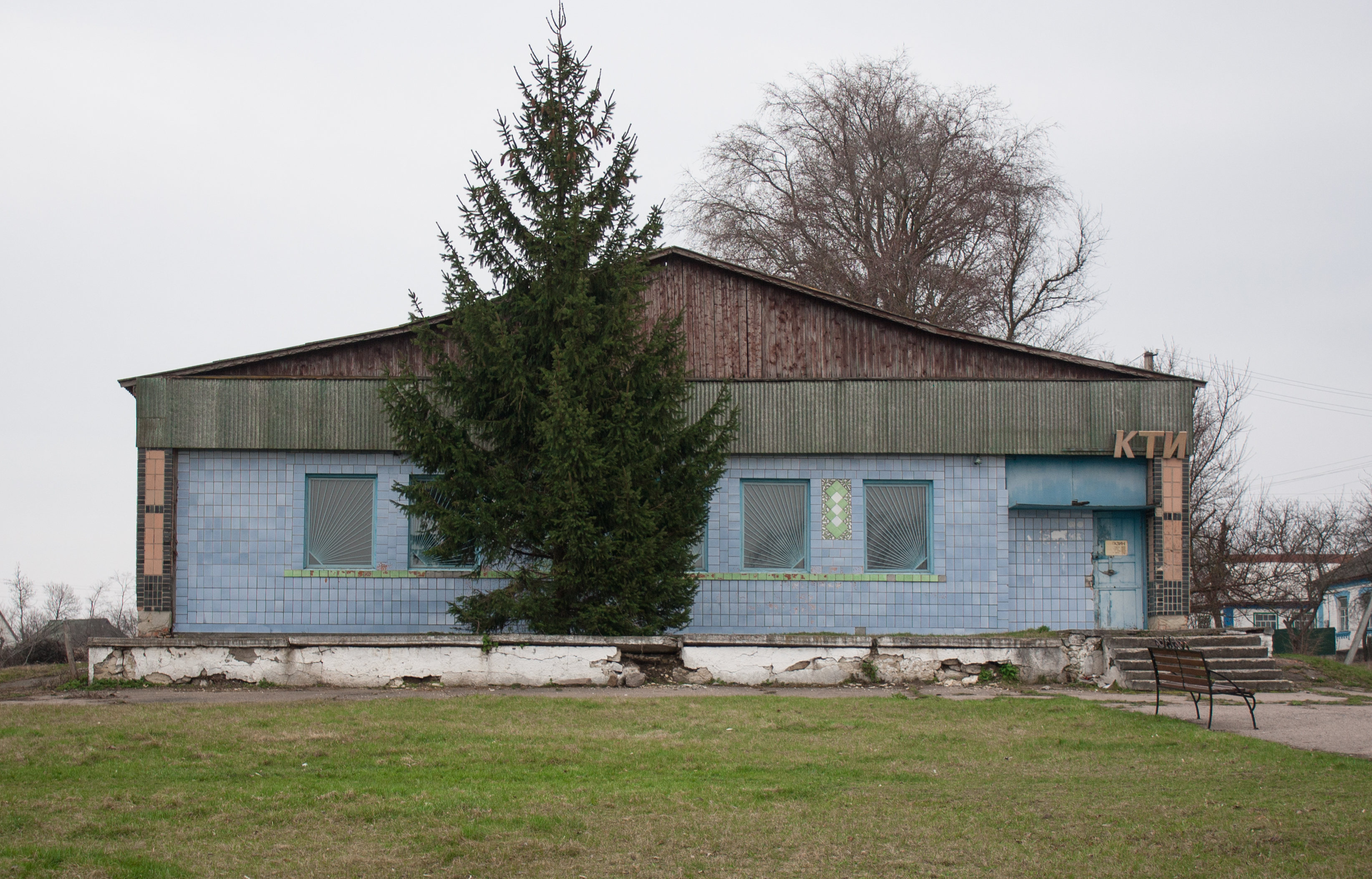
Магазин
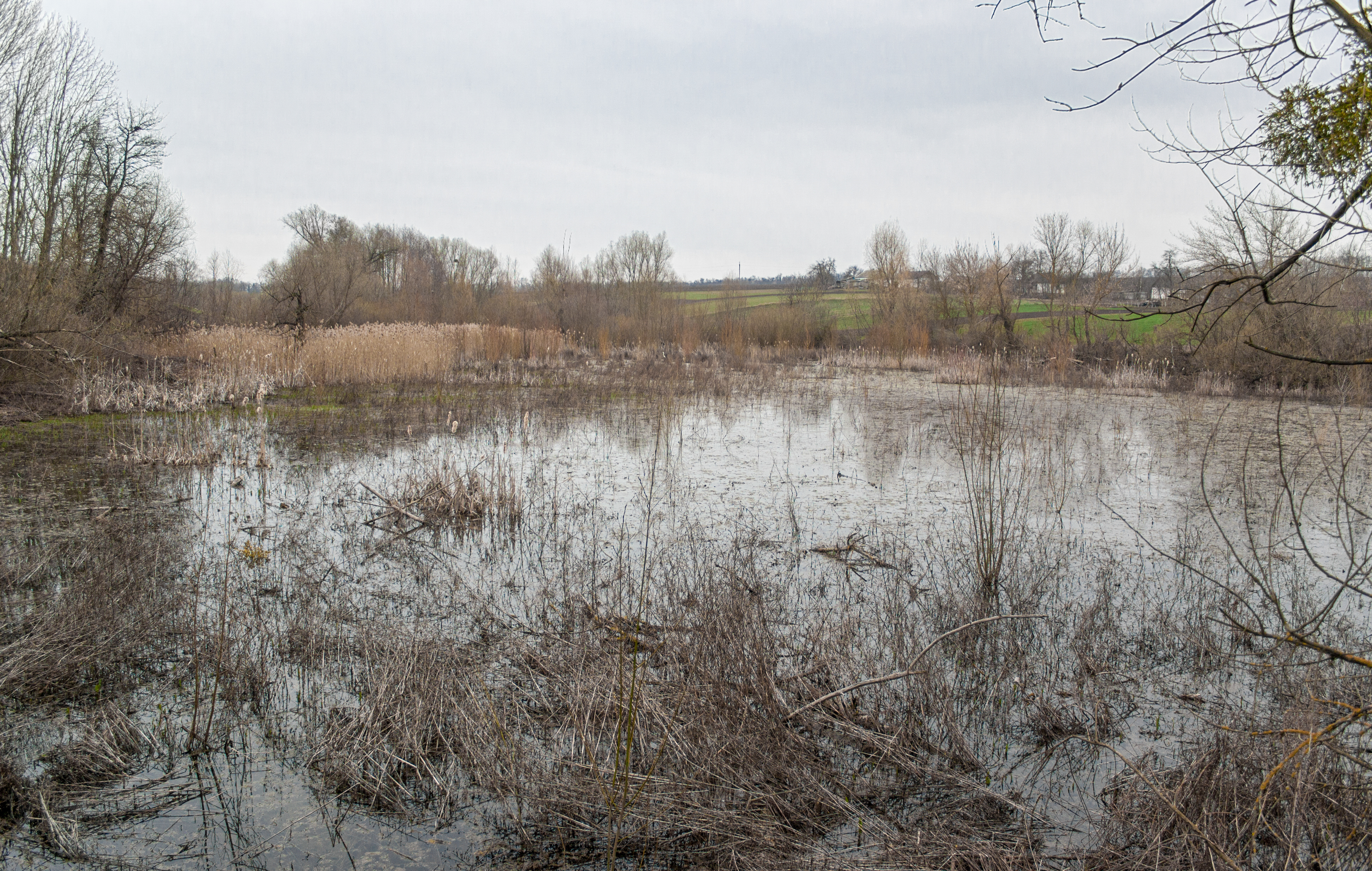
Ставок
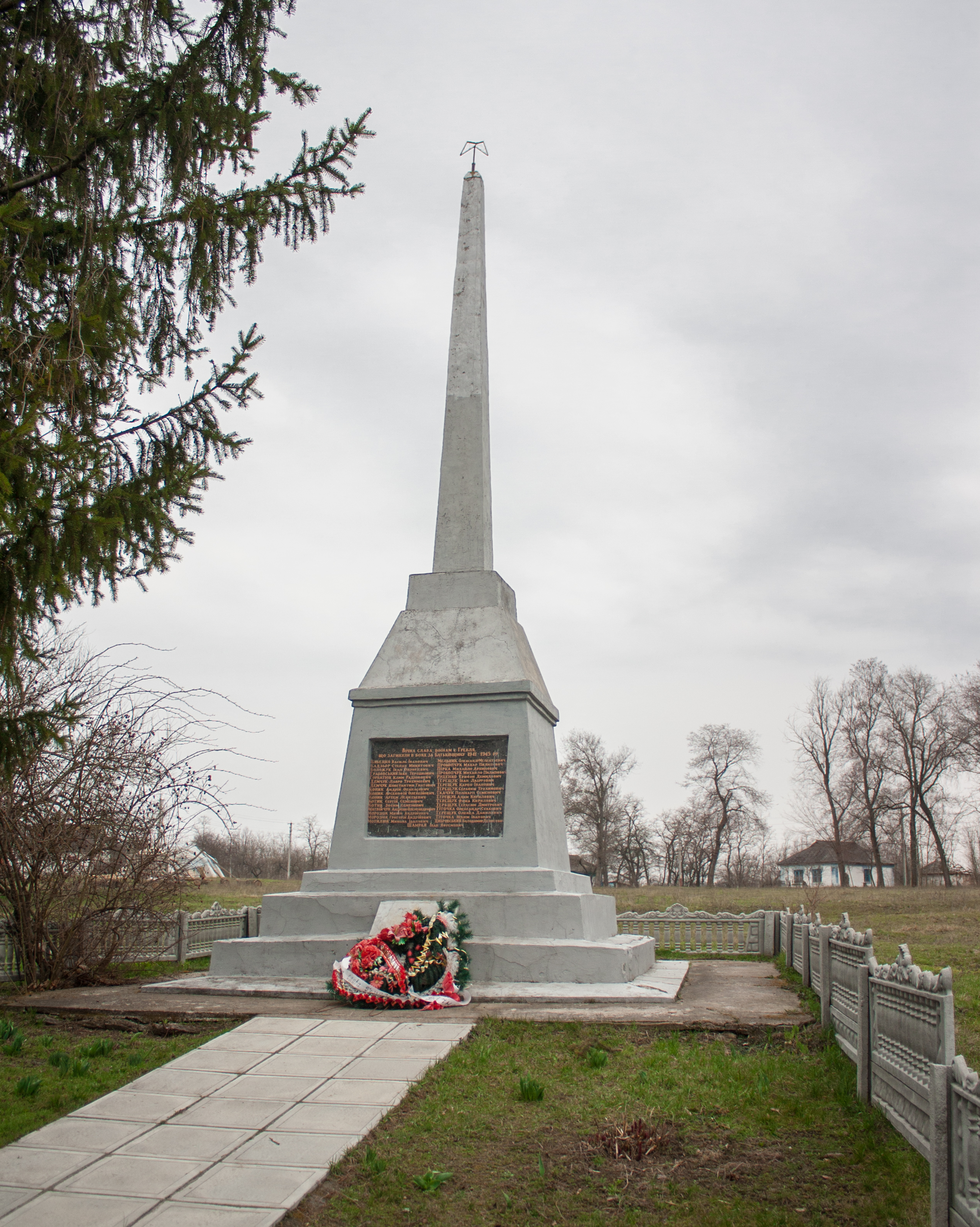
Пам'ятник воїнам-односельцям